# Elias Achouri
Mohamed Elias Achouri (* 10. Februar 1999 in Saint-Denis, Réunion) ist ein tunesisch-französischer Fußballspieler.

## Karriere

### Verein
Der Sohn eines tunesischen Vaters und einer algerischen Mutter begann seine Spielerkarriere in seinem Geburtsland Frankreich in der Jugend von AS Saint-Étienne. 2016 wechselte er nach Portugal in die Jugendabteilung von Vitória Guimarães. Nach vier Jahren setzte er seine Karriere bei GD Estoril Praia fort, wo er 2021 in die erste Mannschaft aufrückte.
Kurz nach Saisonbeginn wurde er im August 2021 an den Zweitligisten CD Trofense ausgeliehen. Im Sommer 2022 unterschrieb er einen Dreijahresvertrag bei dem dänischen Erstligisten Viborg FF.
Ende Juli 2023 folgte der Wechsel zum FC Kopenhagen.

### Nationalmannschaft
Während Achouris Zeit in Guimarães versuchte der portugiesische Fußballverband vergeblich, ihn zu einer Einbürgerung zu bewegen.
Achouri debütierte am 2. Juni 2022 beim 4:0-Sieg im Qualifikationsspiel zur Afrikameisterschaft 2024 gegen Äquatorialguinea in der tunesischen Nationalmannschaft, als er in der 88. Spielminute für Naïm Sliti eingewechselt wurde.